# آکسپرینگ
آکسپرینگ (به انگلیسی: Oxspring) یک روستا و محله مدنی در بریتانیا است که در کلان‌شهر مستقل بارنزلی واقع شده‌است. آکسپرینگ ۱٬۲۲۵ نفر جمعیت دارد.